# Francisco Arancibia Silva
 Francisco Andrés Arancibia Silva (Rancagua, Chile, 12 de noviembre de 1996) es un futbolista profesional chileno que se desempeña como extremo y actualmente milita en Deportivo Garcilaso de la Liga 1 de Fútbol Profesional de Perú.

## Trayectoria

### Inicios
Francisco Arancibia es hijo de Leopoldo Arancibia , llegó desde muy pequeño a las divisiones inferiores de O'Higgins de Rancagua, demostrando las grandes condiciones que tenía para jugar al fútbol. Participó en la mayoría de las categorías inferiores del club e incluso muchas veces jugó en equipos que tenían más edad que él.

### O'Higgins
Eduardo Berizzo fue quien lo integró al primer equipo. Sin embargo, no pudo debutar con el técnico argentino, estando en la convocatoria sólo en algunos partidos, donde se mantuvo como suplente. Durante ese período, el conjunto celeste se coronó campeón del Apertura 2013 y la Supercopa de Chile 2014. 
A pesar de no sumar minutos en el primer equipo, era constantemente convocado a la selección chilena sub-17 y como sparring de Jorge Sampaoli en la selección absoluta, debido a su participación en el fútbol joven de O'Higgins.
Debutó en el fútbol profesional con el técnico Cristián Arán en un encuentro válido por Copa Chile el 29 de mayo de 2014 contra Santiago Wanderers en el Estadio Elías Figueroa Brander, ingresando en el minuto 59 por el juvenil Ernesto Rojas, partido en el que la celeste cayó por 2-0.

### Palmeiras de Brasil
En marzo de 2015 el club Palmeiras de Brasil anunció la incorporación del jugador, quien entonces tenía dieciocho años de edad, en calidad de préstamo por un período de dieciocho meses. En su llegada a la institución, el director de fútbol del club, Alexandre Matos, declaró que: "Es un jugador de muchas condiciones, del que teníamos excelentes referencias y estamos satisfechos de contar con él". 
Arancibia se integró a los entrenamientos del equipo sub-20 del club brasileño y tuvo la oportunidad de ser convocado a un partido con el plantel oficial disputado el día 9 de septiembre contra Internacional de Porto Alegre en el Estadio Beira-Rio, por la fecha 24 del Brasileirao 2015, aunque no tuvo la opción de ingresar. Con el equipo paulista conquistó la Copa de Brasil 2015, pese a que no sumó minutos en el certamen. 
Luego de finalizado su préstamo, el conjunto brasileño no hizo efectiva la opción de compra con que contaba, cuya cláusula ascendía a 800 mil dólares, argumentando que contaban en su plantel con jugadores jóvenes de mayor proyección que Arancibia, quien además pasó gran tiempo lesionado durante su estadía en Brasil, lo que le impidió debutar oficialmente en el primer equipo.

### Retorno a O'Higgins
Tras su paso por Brasil, retornó a O'Higgins para jugar el torneo de Apertura 2016, la Copa Chile y la Copa Sudamericana, donde tuvo la responsabilidad de reemplazar en un par de compromisos a Gastón Lezcano, figura del cuadro rancagüino.

### Universidad de Chile
Debutó oficialmente en Universidad de Chile el 16 de julio de 2017, en un encuentro válido por la Copa Chile de ese año en condición de visita ante Ñublense, encuentro que terminó con victoria 0 a 2 de su equipo, y en el que anotó su primer gol en el profesionalismo a los 35' de juego, disputando los 90 minutos con la camiseta número 19. 

## Selección nacional

### Selección sub-21
El día 29 de julio de 2017, fue incluido en la nómina de 20 jugadores de proyección, categoría sub-21, que militan en el medio local, dada a conocer por la ANFP de cara a un encuentro amistoso a disputarse el 1 de septiembre del mismo año contra la selección francesa sub-21 en el Estadio Parque de los Príncipes de París. El equipo será dirigido por el entrenador de la selección chilena sub-20, Héctor Robles, en coordinación con el personal de la selección absoluta, en un trabajo de preparación que contará con la observación del cuerpo técnico que encabeza Juan Antonio Pizzi y que tiene por objeto visualizar deportistas que puedan ser considerados para incorporarse paulatinamente a la selección adulta.

## Estadísticas
| Club                         | Div.          | Temporada     | Liga  | Liga  | Copas nacionales | Copas nacionales | Torneos internacionales | Torneos internacionales | Total | Total |
| Club                         | Div.          | Temporada     | Part. | Goles | Part.            | Goles            | Part.                   | Goles                   | Part. | Goles |
| ---------------------------- | ------------- | ------------- | ----- | ----- | ---------------- | ---------------- | ----------------------- | ----------------------- | ----- | ----- |
| O'Higgins · Chile            | 1.ª           | 2014          | —     | —     | 1                | 0                | —                       | —                       | 1     | 0     |
| O'Higgins · Chile            | 1.ª           | 2016-17       | 24    | 0     | 1                | 0                | 1                       | 0                       | 26    | 0     |
| Universidad de Chile · Chile | 1.ª           | 2017          | 8     | 0     | 4                | 1                | 0                       | 0                       | 12    | 1     |
| Universidad de Chile · Chile | 1.ª           | 2018          | 15    | 1     | 5                | 1                | —                       | —                       | 20    | 2     |
| Universidad de Chile · Chile | 1.ª           | 2019          | 1     | 0     | —                | —                | —                       | —                       | 1     | 0     |
| Universidad de Chile · Chile | Total club    | Total club    | 24    | 1     | 9                | 2                | 0                       | 0                       | 33    | 3     |
| Coritiba · Brasil            | 2.ª           | 2019          | 5     | 0     | —                | —                | —                       | —                       | 5     | 0     |
| Coritiba · Brasil            | Total club    | Total club    | 5     | 0     | 0                | 0                | 0                       | 0                       | 5     | 0     |
| São Bento · Brasil           | 2.ª           | 2019          | 2     | 0     | —                | —                | —                       | —                       | 2     | 0     |
| São Bento · Brasil           | Total club    | Total club    | 2     | 0     | 0                | 0                | 0                       | 0                       | 2     | 0     |
| O'Higgins · Chile            | 1.ª           | 2020          | 24    | 2     | —                | —                | —                       | —                       | 24    | 2     |
| O'Higgins · Chile            | 1.ª           | 2021          | 25    | 0     | 2                | 0                | —                       | —                       | 27    | 0     |
| O'Higgins · Chile            | 1.ª           | 2022          | 15    | 0     | 1                | 0                | —                       | —                       | 16    | 0     |
| O'Higgins · Chile            | 1.ª           | 2023          | 16    | 2     | 3                | 0                | —                       | —                       | 19    | 2     |
| O'Higgins · Chile            | Total club    | Total club    | 104   | 4     | 8                | 0                | 1                       | 0                       | 113   | 4     |
| Cobreloa · Chile             | 1.ª           | 2024          | 11    | 0     | 5                | 0                | —                       | —                       | 16    | 0     |
| Cobreloa · Chile             | Total club    | Total club    | 11    | 0     | 5                | 0                | 0                       | 0                       | 16    | 0     |
| Universidad Católica · Chile | 1.ª           | 2024          | 13    | 0     | —                | —                | —                       | —                       | 13    | 0     |
| Universidad Católica · Chile | 1.ª           | 2025          | 2     | 0     | 4                | 0                | 0                       | 0                       | 6     | 0     |
| Universidad Católica · Chile | Total club    | Total club    | 15    | 0     | 4                | 0                | 0                       | 0                       | 19    | 0     |
| Total carrera                | Total carrera | Total carrera | 161   | 5     | 26               | 2                | 1                       | 0                       | 188   | 7     |
| 1. 2. 3.                     |               |               |       |       |                  |                  |                         |                         |       |       |

## Palmarés

### Campeonatos nacionales
| Título                    | Club                 | País   | Año    |
| ------------------------- | -------------------- | ------ | ------ |
| Primera División de Chile | O'Higgins            | Chile  | 2013-A |
| Supercopa de Chile        | O'Higgins            | Chile  | 2014   |
| Copa de Brasil            | Palmeiras            | Brasil | 2015   |
| Serie A                   | Palmeiras            | Brasil | 2016   |
| Primera División de Chile | Universidad de Chile | Chile  | 2017-C |